# هنین لارسن (زاده ۱۹۳۱)
هنین لارسن (انگلیسی: Henning Larsen؛ زادهٔ ۹ آوریل ۱۹۳۱) دوچرخه‌سوار اهل دانمارک است.